# Circonscription de Debre Markos
La circonscription de Debre Markos est une des 135 circonscriptions législatives de l'État fédéré Amhara, elle se situe dans la Zone Est Godjam. Son représentant actuel est Sentayehu Weldemikael.